# Drago Meze
Drago Meze, slovenski geograf, * 26. januar 1926, Ljubljana, † 6. oktober 2003, Ljubljana.
Meze je leta 1946 maturiral in leta 1952 diplomiral iz geografije na takratni Prirodoslovno-matematični fakulteti ljubljanske univerze. Kot študent je med počitnicami sodeloval pri arheoloških izkopavanjih paleolitskega jamskega najdišča v Betalovem spodmolu. V poletju 1948 je bil v študentski skupini, ki je pod vodstvom Svetozarja Ilešiča zbirala gradivo za študijo o oblikah naselij in zemljiške razdelitve na Primorskem. Doktor geografskih znanosti je postal leta 1965 z zagovorom teze Geomorfološki razvoj Gornje Savinjske doline na ljubljanski Filozofski fakulteti. Že kot študent je 30. septembra 1949 postal pomožni asistent na Geografskem inštitutu SAZU. 2. julija 1952 je postal redni asistent, leta 1963 pa višji strokovni sodelavec. Višji znanstveni sodelavec inštituta je postal leta 1965, 18. junija 1973 pa je postal znanstveni svetnik SAZU. V letih 1979−84 je bil glavni in odgovorni urednik Geografskega vestnika, med letoma 1974 in 1994 član uredniškega odbora Geografskega zbornika, med letoma 1986 in 1994 pa tudi njegov sourednik. Med letoma 1987 in 1991 je bil upravnik Geografskega inštituta Antona Melika. Upokojil se je 30. marca 1992.

## Delo
Njegov prvi prispevek v znanstvenem tisku je bil objavljen v Geografskem vestniku leta 1950. Njegova prva obsežnejša študija je bila študija o ledeniku na Triglavu in na Skuti, ki je bila objavljena v Geografskem zborniku 3 leta 1955.
S svojimi raziskavami in ugotovitvami se je uveljavil tudi na področju geomorfologije. Preučil je geomorfološke značilnosti Voglajnske pokrajine in Zgornjega Sotelskega (1963), predstavil je porečje Kokre v pleistocenu (1974), v knjigi Gornja Savinjska dolina (1966) pa je predstavil nova dognanja o geomorfološkem razvoju te pokrajine. Kasneje je v prikazal tudi reliefne in hidrogeografske razmere prazgodovinskega naselja »Virski Cvinger« na ozemlju med Stično in Ivančno Gorico (1994). Napisal je tudi več elaboratov s področja raziskav kvartarnih sedimentov in njihove izrabe v Sloveniji. Za ta preučevanja je skupaj z Milanom Šifrerjem in Darkom Radinjo pripravil Osnovne smernice za preučevanje kvartarnih sedimentov in njihove izrabe na Slovenskem.
V sklopu večletnih raziskovanj je Meze preučil, predstavil in podrobno z geografskih vidikov dokumentiral poplavni svet v Gornji Savinjski dolini (1977), Grosupeljski kotlini (1980), v porečju Rašice z Dobrepoljami (1982) in na Blokah (1983). V sklopu raziskav poplavnega sveta v Sloveniji je raziskoval in preučeval tudi hidrološke razmere na Radenskem polju (1977). 
Velik del Mezetovega znanstveno-raziskovalnega dela temelji tudi na preučevanju geografskih vzrokov in učinkov oziroma posledic naravnih nesreč. Za študijo Pozeba oljke v Primorju leta 1956 je zbral veliko dokumentarnega gradiva, ki mu je omogočilo predstaviti to značilno mediteransko kulturo z geografskega vidika. Kasneje je pisal še o vrtinčastem viharju leta 1987 na Notranjskem ter o ujmi v Gornji Savinjski dolini leta 1990 in o počasni sanaciji po njej.
Meze je veliko dela opravil tudi na etnografskem področju. Del svojega raziskovalnega dela je namreč posvetil hribovskim kmetijam, ki predstavljajo značilno obljudenost hribovskega sveta in njegovo gospodarsko rabo. Že leta 1960 je objavil prvo razpravo o hribovskih kmetijah v Gornji Savinjski dolini, nato pa je skozi naslednjih nekaj let predstavil tovrstne kmetije ter njihov razvoj od začetka 19. stoletja dalje kakor tudi njihov najnovejši prebivalstveni in gospodarski potencial. S terenskim delom ter s kasnejšimi kabinetnimi dopolnitvami je zbral potrebno gradivo za več kot pet tisoč slovenskih hribovskih domačij. O hribovskih kmetijah je napisal dvanajst obsežnejših študij in devet razprav. V Geografskem vestniku je leta 1980 objavil Osnovne smernice za geografsko preučevanje hribovskih kmetij na Slovenskem. Ob tem je Meze zbiral in uveljavljal zemljepisna imena, ki so ohranjena in živa med prebivalstvom. Tako je prevzel skrb za recenzijo in dopolnitev zemljepisnih imen na novi topografski karti Slovenije v merilu 1:25.000. Tudi v njegovih terenskih zapiskih je ohranjena množica zemljepisnih imen izjemno veliko hišnih imen, ki jih je zbiral in zapisoval ob preučevanju hribovskih kmetij.
Meze velja za najboljšega poznavalca Gornje Savinjske doline, tej pokrajini pa je posvetil tudi največ svojih del. Njene pokrajinske različnosti in posebnosti je poleg naravnogeografskih prikazov osvetlil še s podrobnejšim prebivalstvenim razvojem, z njegovimi sestavinami, s prometnim omrežjem pa z najnovejšimi spremembami kmečkega doma, še zlasti hiše. Temeljito je obdelal in predstavil vsa gornjesavinjska naselja v tretji knjigi Krajevnega leksikona Slovenije iz leta 1976. Kasneje je opisal in predstavil tudi mnoge druge geografske značilnosti in probleme te pokrajine, med katere sodijo Škaf v Matkovem kotu, solavska panoramska cesta, ... Skupaj z Antonom Ramovšem je v sklopu svojega raziskovalnega dela tega dela Slovenije napisal knjižico Logarska dolina, ki je izšla v zbirki Kulturni in naravni spomeniki Slovenije (Maribor 1978). 
Meze je bil več let tudi sodelavec Enciklopedije Jugoslavije in Enciklopedije Slovenije. Zanju je napisal več kot 60 prispevkov, za Antona Melika in Svetozarja Ilešiča pa je šestkrat sestavil bibliografije.

## Nagrade
- univerzitetna študentska Prešernova nagrada (1950)
- nagrada Sklada Borisa Kidriča (1967 in 1983)
- red dela z zlatim vencem (1982)
- Melikovo priznanje za dosežke na znanstvenem področju (1997)